# 宮原武夫
宮原 武夫（みやはら たけお、1933年 - ）は、日本史学・歴史教育学者。元千葉大学教育学部教授。専攻は日本古代史、歴史教育。

## 経歴
東京生まれ。1961年東京都立大学 (1949-2011)大学院修士課程修了。98年「小・中・高校を一貫する歴史学習の研究-歴史研究と歴史学習の関係」で都立大学博士（史学）。千葉県習志野市立習志野高校教諭（定時制）を経て千葉大学教育学部教授。97年定年退官。その間、歴史教育者協議会副委員長、栃木県小山市史編纂委員会専門委員、船橋市史編纂専門調査員、千葉県史編纂委員会専門委員（古代史部会長）、佐原市史編纂委員会顧問（古代史部会長）など。

## 著書
- 『日本古代の国家と農民』法政大学出版局 叢書・歴史学研究 1973
- 『歴史教育と民衆』吉川弘文館 1974
- 『歴史の認識と授業』岩崎書店 1981
- 『社会科教育入門』大月書店 1989
- 『子どもは歴史をどう学ぶか』青木書店 1998
- 『古代東国の調庸と農民』岩田書院 古代史研究叢書 2014

### 共編著
- 『高校日本史』共著 実教出版 1980
- 『たのしくわかる社会科人物史で学ぶ歴史教育』臼井嘉一共編著 あゆみ出版 1984
- 『世界と日本の歴史 ファミリー版 3 天子と民衆 古代2』加藤公明,手塚優紀子共著 大月書店 1988
- 『世界と日本の歴史 ファミリー版 2 王たちの夢 古代1』渡辺周一,中山義昭共著 大月書店 1989
- 『わかる教え方 社会科 3～6年』臼井嘉一共編 国土社 1992
- 『船橋の歴史散歩』編著 崙書房出版 2011
- 『日本社会の歴史　原始・古代-近世』深谷克己,山田邦明共著,歴史教育者協議会編集　大月書店、2012

## 論文
- Cinii

## 注
1. ↑  『古代東国の調庸と農民』著者紹介